# Seinäjoki
Seinäjoki é uma cidade da Finlândia, situada na região da Ostrobótnia do Sul.